# BlayzBloo: Battle x Battle
BlayzBloo: Battle x Battle (BlayzBloo: Super Melee Brawlers Battle Royale en Amérique du Nord) est un jeu vidéo de combat développé et édité par Arc System Works, sorti en 2010 sur DSiWare.

## Accueil
- IGN : 4,5/10[1]
- Nintendo Life : 4/10[2]